# Granze
Granze là một đô thị thuộc tỉnh Padova vùng Veneto, located about 50 km về phía tây nam của Venezia và cách khoảng 30 km về phía tây nam của Padova. Tại thời điểm ngày 31 tháng 12 năm 2004, đô thị này có dân số 1.803 người và diện tích 11,4 km².
Granze giáp các đô thị: Sant'Elena, Sant'Urbano, Solesino, Stanghella, Vescovana, Villa Estense.